# Магнишівка
Ма́гнишівка — село в Україні, у Ярмолинецькій селищній громаді Хмельницького району Хмельницької області. Населення становить 201 особа.

## Символіка

### Герб
Щит поділений лівим срібним перев’язом, обтяженим чорними насінинами соняха і червоними жолудями поперемінно. У першій лазуровій частині золотий сонях, у другій золотий дубовий листок і правий перев’яз. Щит вписаний в золотий декоративний картуш і увінчаний золотою сільською короною. Унизу картуша напис "МАГНИШІВКА".

### Прапор
Квадратне полотнище поділене білою діагональною висхідною від древка смугою шириною в 1/4  від ширини прапора, на якій червоні жолуді і чорні насінини соняха поперемінно. На синій древковій частині жовтий сонях, на зеленій вільній жовтий дубовий листок, покладений діагонально.

### Пояснення символіки
Герб означає традиційне для села вирощування соняхів та інших сільськогосподарських культур, а також велику кількість дубових дерев у лісі. 
На прапорі повторюються кольори і фігури герба.